# Carybdea rastonii
Carybdea rastonii Haacke, 1886 è una cubomedusa tropicale della famiglia delle Carybdeidae.

## Distribuzione e habitat
La specie è tipica dell'Oceano Pacifico, delle acque australiane, sulle coste est ed ovest dell'oceano e nei pressi delle isole Hawaii. Frequenti sono gli avvistamenti presso le spiagge di Waikiki, Ala Moana Beach Park e della baia di Hanauma. La specie nuota in acque poco profonde.
Anche se la  C. rastonii si incontra durante tutto l'anno, la specie si raggruppa in banchi di alcune centinaia di esemplari in alcuni periodi dell'anno. Così, in Australia la specie si incontra abbondante e in banchi durante i mesi da febbraio ad aprile, in California nei mesi di ottobre e novembre.

## Descrizione
Le dimensioni sono ridotte, come per la maggior parte dei cubozoi: 35mm di lunghezza dell'ombrella per 25mm a 30mm di diametro. I tentacoli misurano una volta e mezzo l'altezza della campana. Il velarium è ampio, con 16 canali, ossia quattro per ogni quadrante dell'ombrella.
Ciò che contraddistingue la C. rastonii è la forma delle facelle (o phacellae), organi siti nello stomaco della medusa: come la C. arborifera e della C. philipinensis, la specie ha facelle a forma di spazzola. Come gli altri cubozoi, questa specie è dotata di un complesso apparato sensoriale ed in particolare di ropali, gruppi di occhi di cui alcuni sono dotati di lenti. La C. rastonii è dotata di quattro ropali, ognuno con sei occhi: quattro semplici e due complessi, ossia dotati di una cornea fatta di materiale epidermico, lenti sfericoidali e di una retina verticale. Questi occhi sono sensibili alla luminosità: meduse hanno mostrato in più occasioni attrazione per la luce, nuotando verso di essa, seppur preferendo luci fioche. Mentre nuota, la medusa è capace di evitare piccoli ostacoli, il che indica l'abilità di possedere un vero e proprio senso della vista.

## Dieta
La medusa usa i tentacoli per catturare piccoli pesci (Gambusia affinis e Kestratherina brevirostris), crostacei (Artemia salina) o artropodi (isopodi o anfipodi).  Per catturare le prese, la C. rastonii nuota verticalmente per pochi secondi, poi si ferma e gira di 180º, lasciando cadere con i tentacoli la preda nella bocca. Questa "ginnastica alimentare" è facilmente interrotta dalla corrente, al che la medusa ricomincia nuovamente la manovra.
L'alimentazione della  C. rastonii  è quindi composta al 50% da zoea di granchi e da larve di gamberi, mentre la restante parte è costituita da larve di pesci, copepodi ed artropodi.

## Ciclo vitale
Probabilmente la riproduzione avviene durante i raggruppamenti degli esemplari in folti banchi. Il maschio rilascia dalle gonadi dei filamenti di sperma lunghi 180 mm che vengono a fecondare la femmina. Gli embrioni, rilasciati in acqua, crescono fino allo stadio di polipo in due settimane. I polipi misurano 1mm circa e posseggono da 6 a 9 tentacoli.